# Draculo
Draculo is een geslacht van straalvinnige vissen uit de familie van pitvissen (Callionymidae). Het geslacht is voor het eerst wetenschappelijk beschreven in 1911 door Snyder.

## Soorten
- Draculo celetus (Smith, 1963)
- Draculo maugei (Smith, 1966)
- Draculo pogognathus (Gosline, 1959)
- Draculo shango (Davis & Robins, 1966)